# Krasne (Ogrodniczki)
Krasne – przysiółek wsi Ogrodniczki w Polsce, położony w województwie podlaskim, w powiecie białostockim, w gminie Supraśl.
W latach 1975–1998 przysiółek administracyjnie należał do województwa białostockiego.